# Äskulap (Automarke)

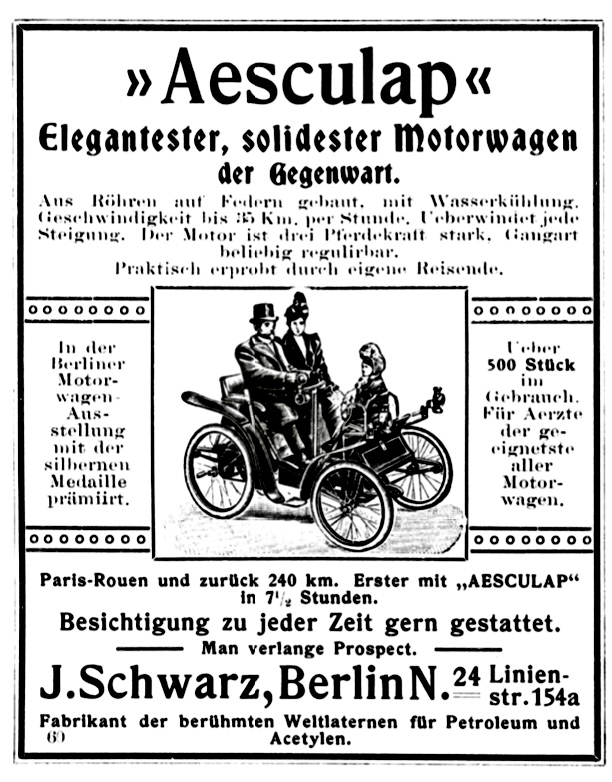
Äskulap Werbung

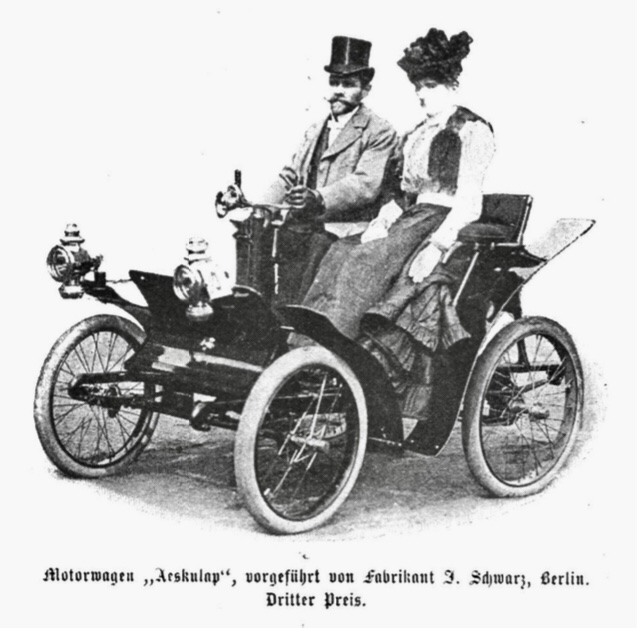
Äskulap Voiturette

Äskulap war nach Angaben des Buchautors Ulrich Kubisch eine deutsche Automobilmarke.

## Unternehmensgeschichte
Die Maschinenfabrik I. Schwarz, Abteilung Autobau war in der Linienstraße 154 a in Berlin ansässig. In den Jahren um 1900 wurden etwa 500 Automobile produziert.
Unter den ähnlichen Markennamen Esculape (aus Paris) und Aesculap (aus Wien) entstanden etwa zur gleichen Zeit ähnliche Fahrzeuge mit ähnlichen Markennamen. Eine Verbindung zwischen diesen drei Marken ist nicht bekannt.

## Fahrzeuge
Es wurden kleine Voituretten hergestellt. Die Fahrzeuge waren mit einem luftgekühlten Einzylinder-Einbaumotor von De Dion-Bouton im Heck ausgestattet, der 3 PS leistete. Es gab die Karosserieform Vis-à-vis.